# Anna Sam
Anna Sam (* 1980 in Rennes) ist eine französische Autorin und Bloggerin.

## Biografie
Anna Sam arbeitete während ihres Literaturstudiums (2000–2008) in einem E.Leclerc-Einkaufszentrum als Kassiererin. Im Jahr 2007 eröffnete sie einen Blog, in dem sie ihr Leben als Kassiererin erzählt. Wegen der großen Resonanz zu ihrem Blog veröffentlichte sie im Jahr 2008 ihren ersten Roman Les Tribulations d'une caissière. Das Buch wurde in 21 Sprachen übersetzt und weltweit eine halbe Million Mal verkauft, im Jahr 2011 wurde es von Pierre Rambaldi verfilmt.
Neben ihrer Arbeit als Autorin, Bloggerin und Angestellte beim Radiosender France Bleu Armorique arbeitet sie auch als Beraterin für große Einzelhändler.

## Werke
- Die Leiden einer jungen Kassiererin. Riemann Verlag, München 2009, ISBN 3-570-50107-8
- Fragen Sie die Kassiererin!. Hoffmann und Campe 2010, ISBN 3-455-50157-5